# 天雲廟
24°33′09″N 120°49′00″E / 24.552395°N 120.816576°E
天雲廟，是位於臺灣苗栗縣苗栗市高苗里的玄天上帝廟，相傳是為了鎮住當地火災而建，該地首長會來此求晴或求雨。

## 廟處

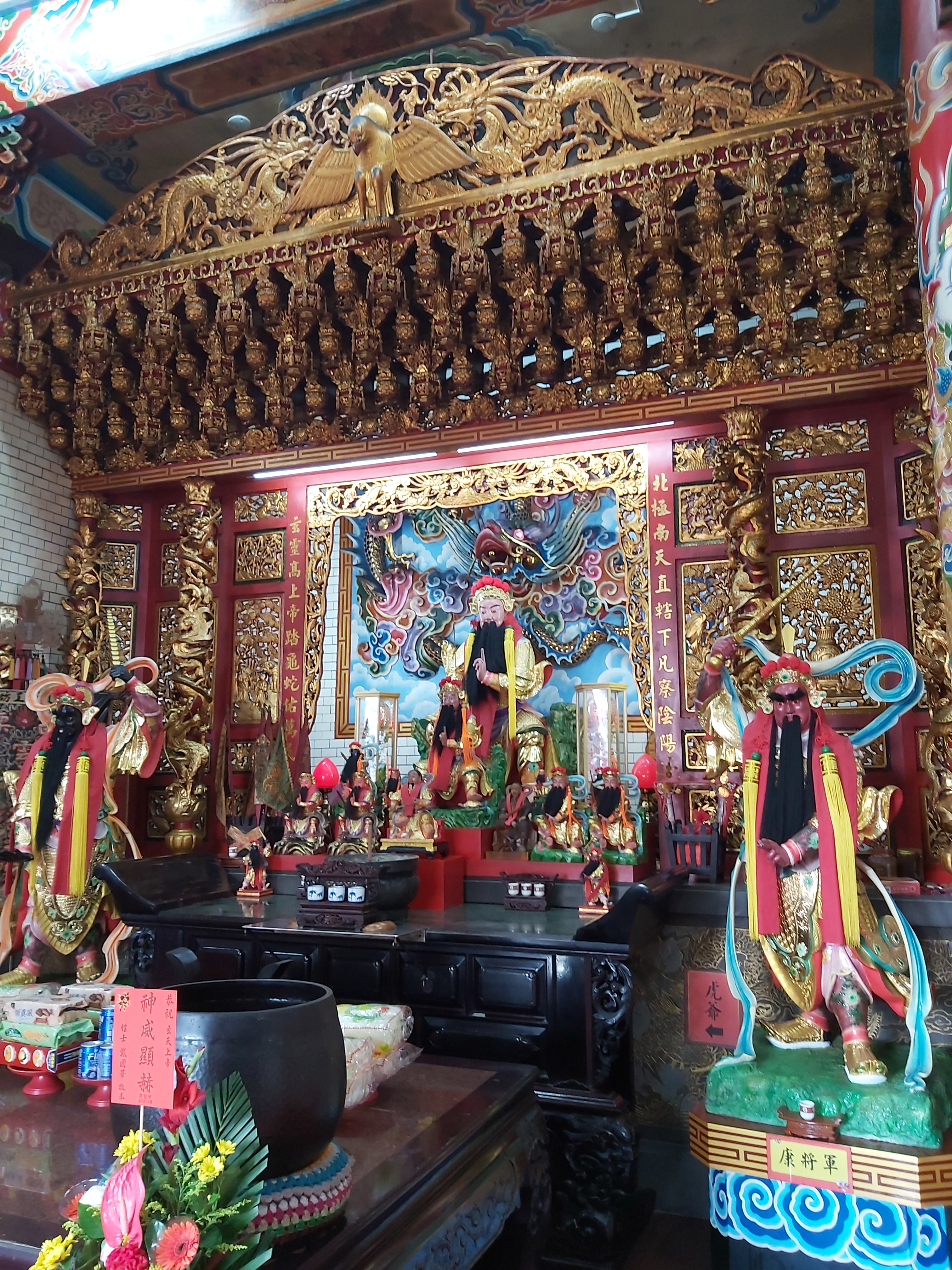
正殿玄天上帝

苗栗市高苗里一帶有全市最繁華的市集，在清治時期就是當地的稻米、布匹、中藥集散地，如黃南球當時就在米市街做生意。該地因受限地形，建築東西狹窄而南北綿長，加上有通往大湖、銅鑼等地的道路，街道呈現「火」字形。
人們將當地火災歸罪此岔路，遂想建立水神廟來鎮壓。故徐秀生、徐盛吉、劉蘭茂等人募款集金500圓聘請木匠曾德元，在道光十一年（1831年）八月初二動土，第二年十月完工。
1935年新竹-台中地震震毀，因此暫居於苗栗市天后宮旁。1945年重建改為磚造，當時西側為賴氏節孝坊。1978年，廟身以鋼筋水泥改建，1981年完工，為現今的四樓殿堂。
今廟宇位在苗栗市南苗的交通樞杻，亦即由南往北進入苗栗的輻輳點。廟址為天雲街20號。在2001年公告地價上，廟周遭為苗栗縣地價最高的地方。主委林岳爐還稱呼二樓的財神殿是「地王財神殿」。2014年時，苗縣地價最高處已轉至頭份市的下公園。

## 祭祀
原先為配合五行的水，玄天上帝神像衣服、旗幟皆為黑色，但現在為了配合廟堂的金碧輝煌，而改穿帝王服飾。農曆三月初三主神誕時，除了一般民眾奉祀之外，當地警消也會來上香祈福，祈禱能減少出勤救災的頻率。副祀玉皇大帝、三官大帝、南北斗星君、哪吒太子、五路財神等神。過去苗栗三山國王廟曾暫居於此。

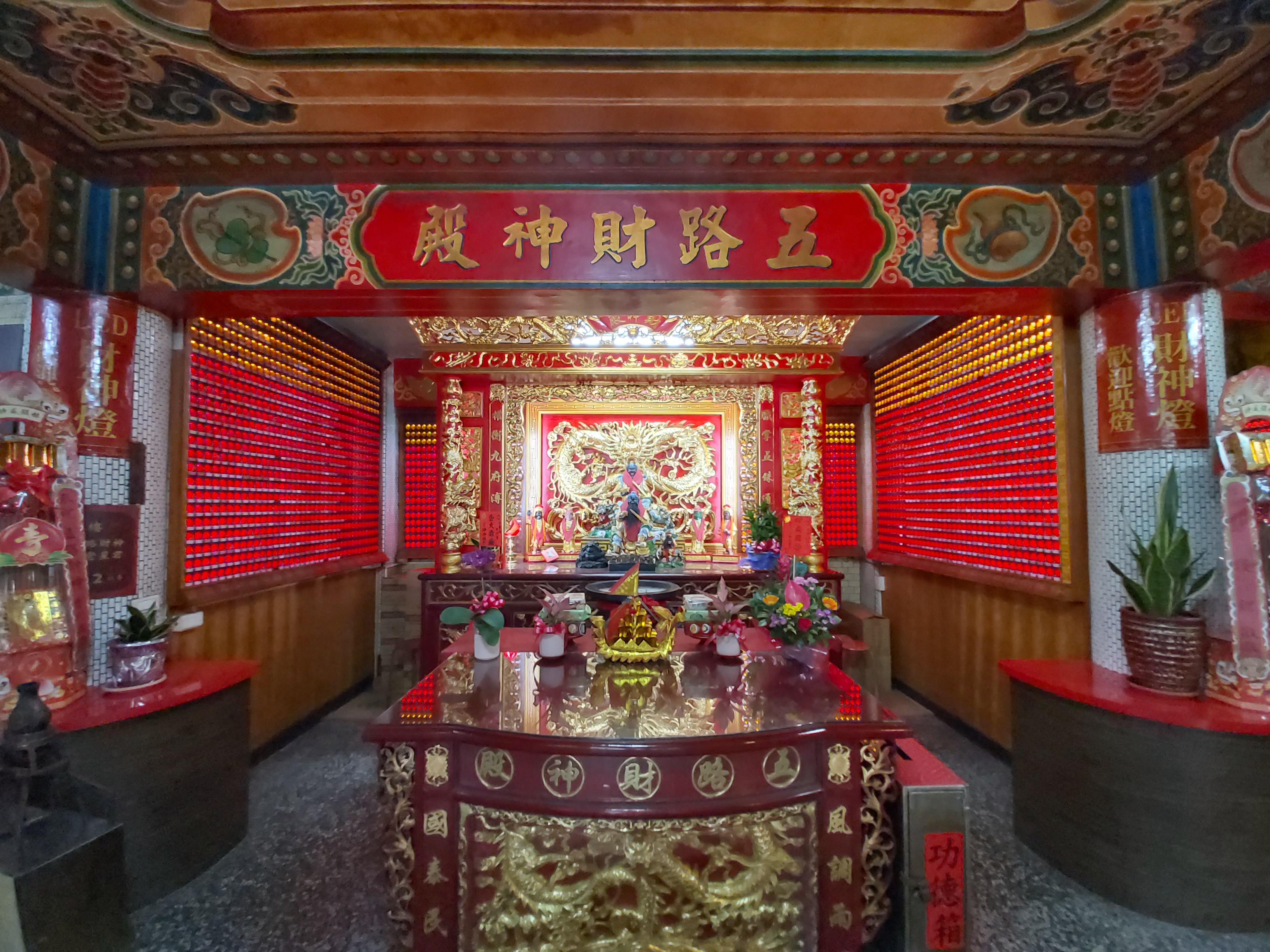
五路財神殿
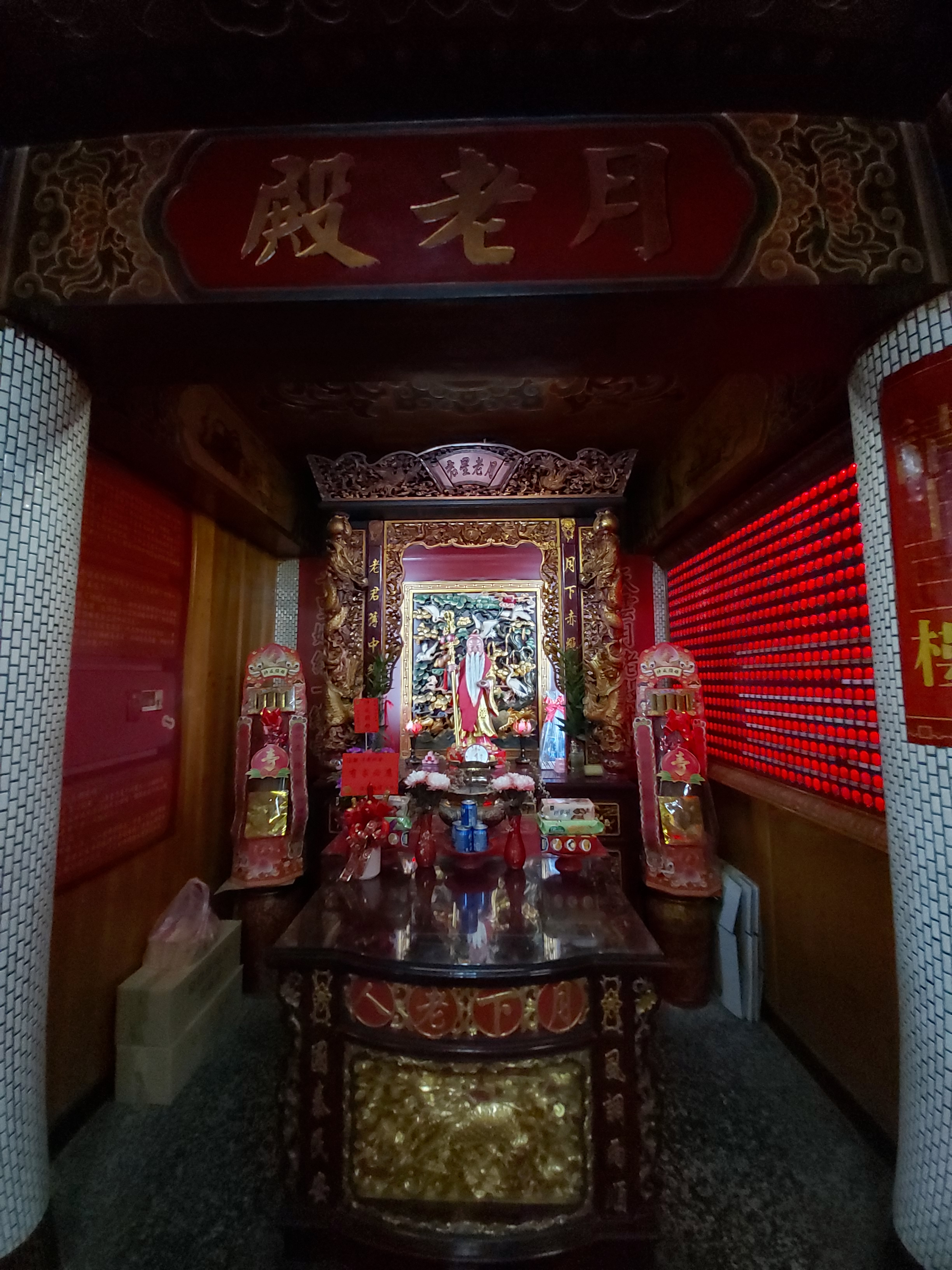
月老殿
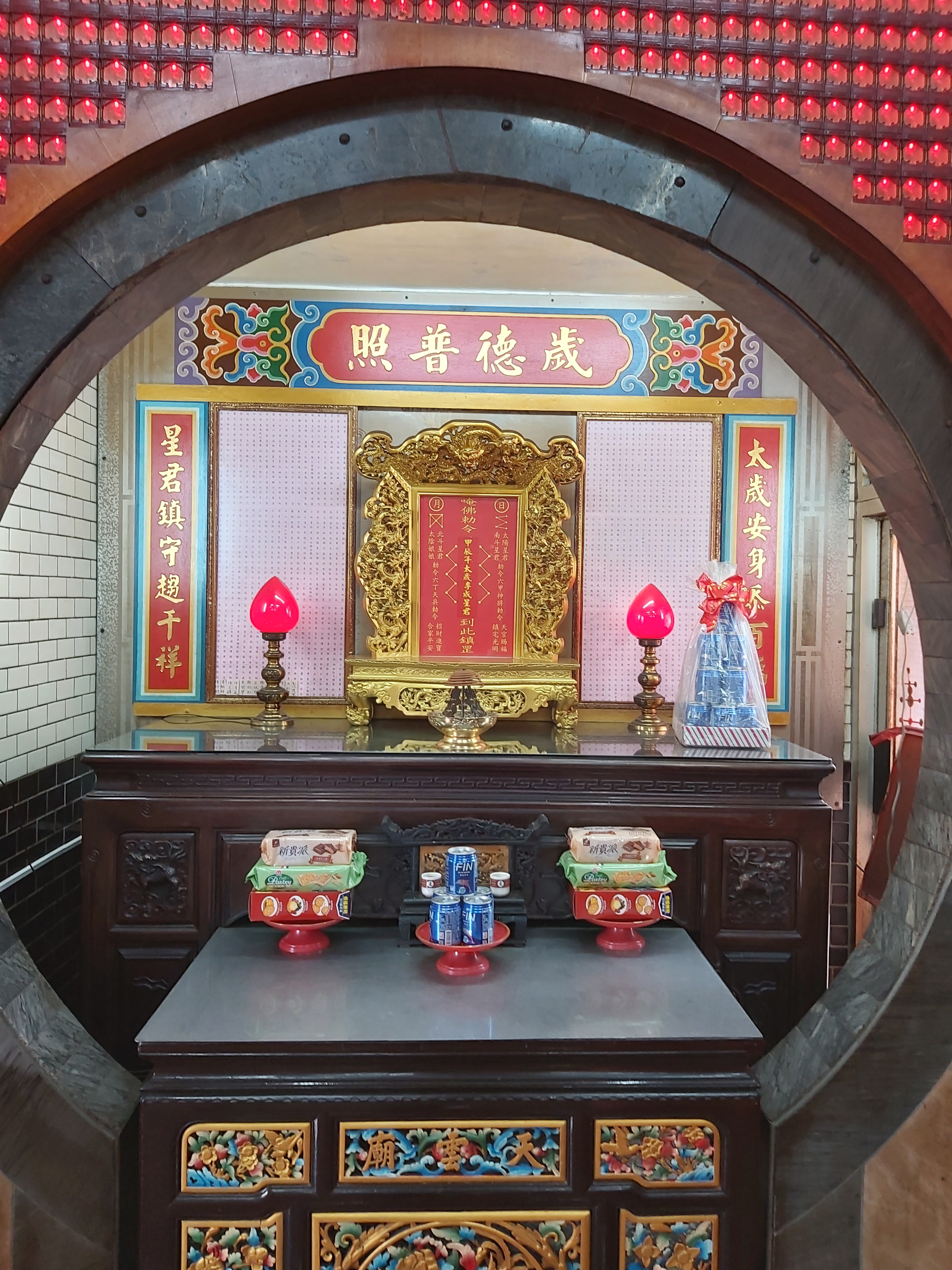
太歲殿
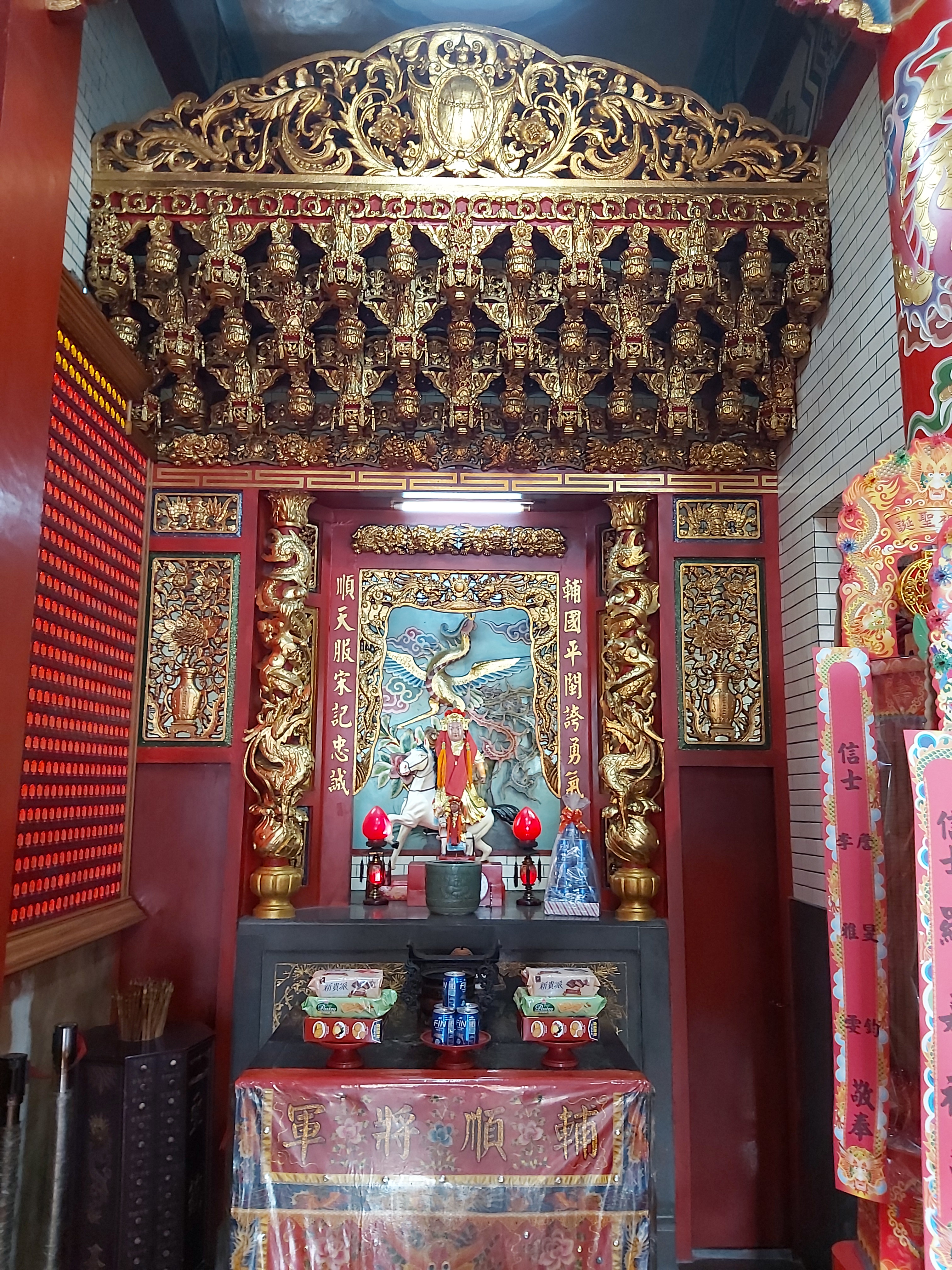
輔順將軍
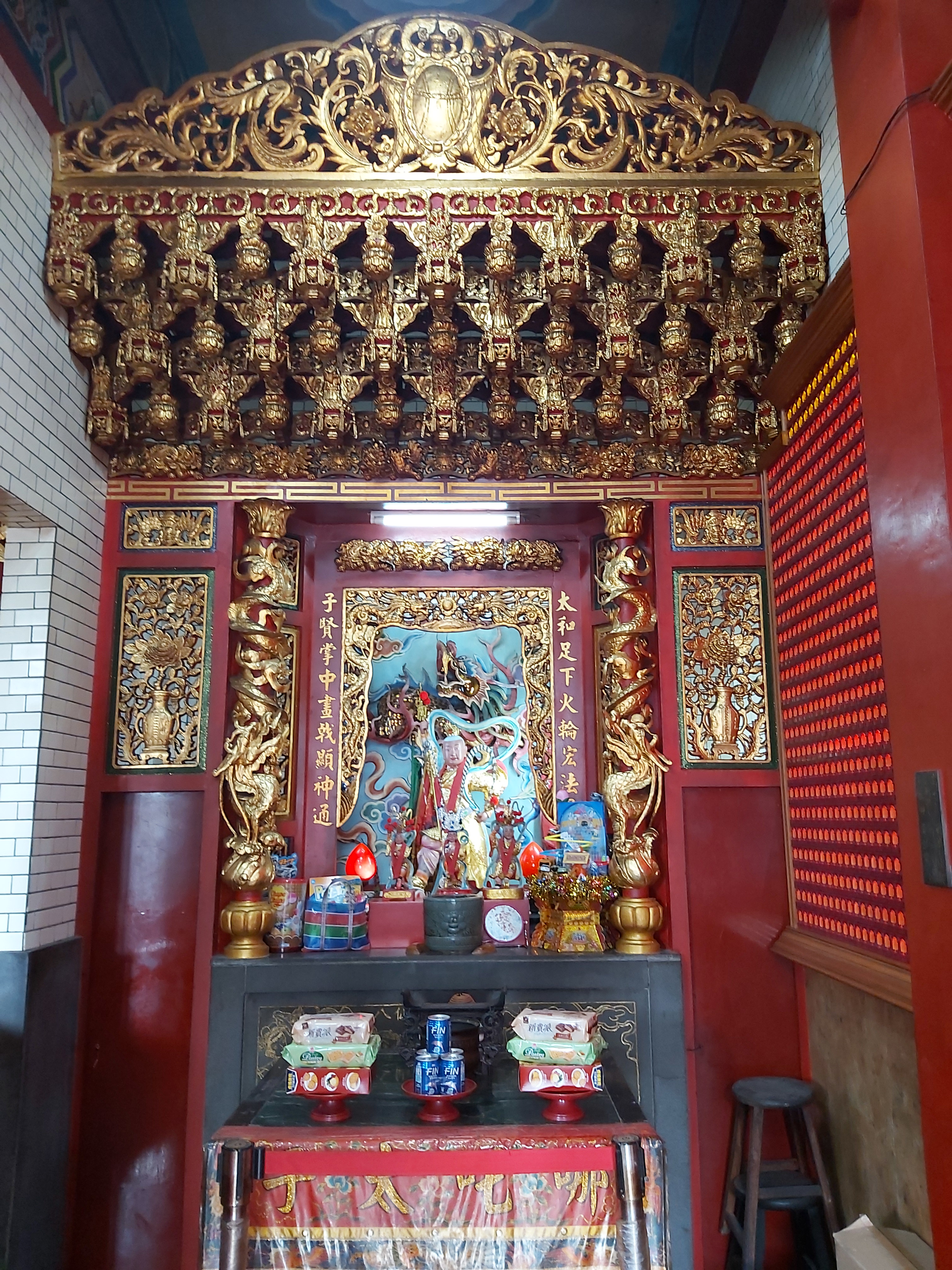
哪吒太子
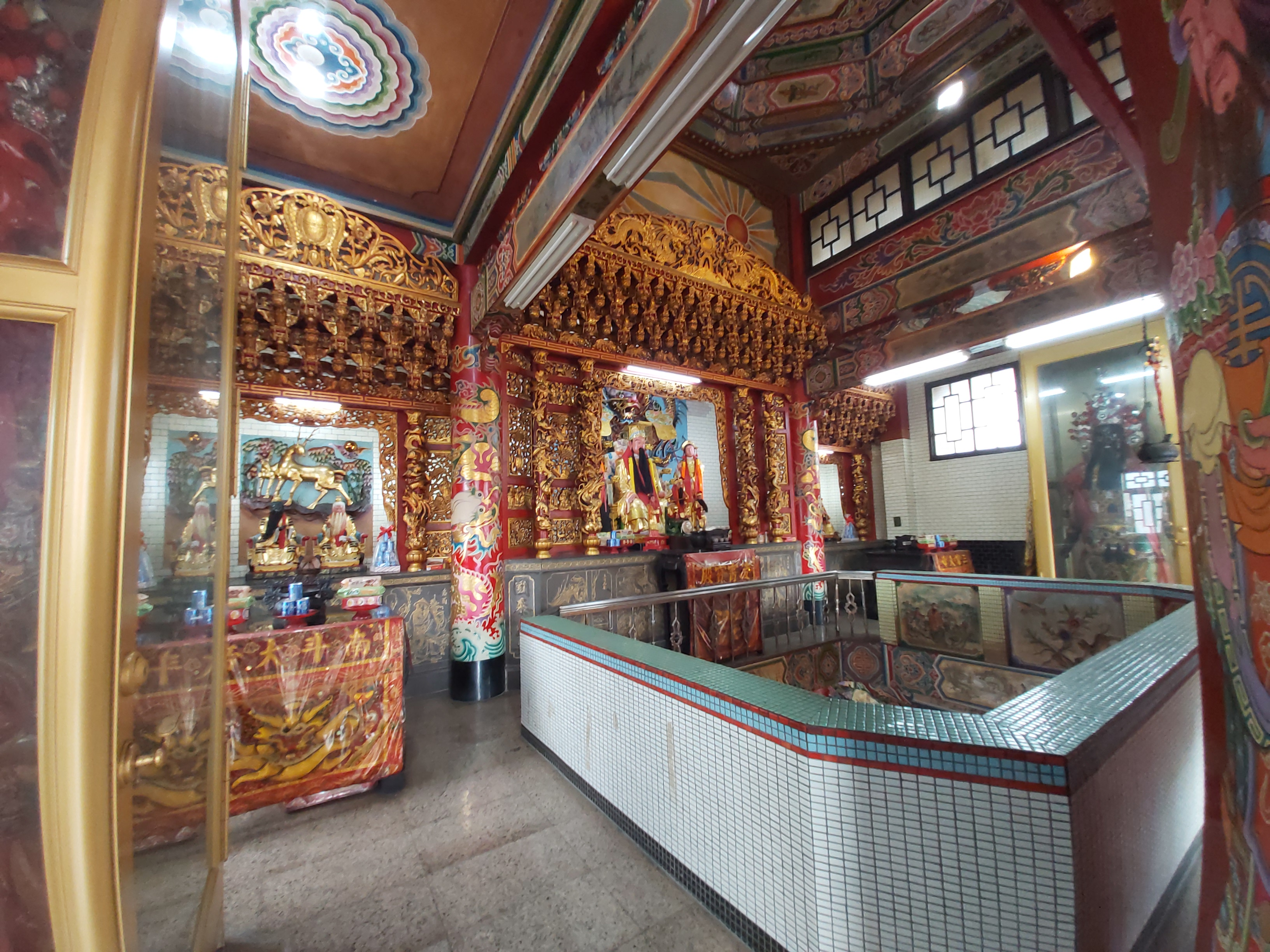
凌霄寶殿

2000年苗栗舉辦全國中等學校運動會，因開幕前夕陰雨綿綿，時任苗栗縣縣長的傅學鵬就來此求雨停，開幕典禮時恰好無雨，他因而認為靈驗。次年9月16日晚，納莉颱風來襲，他就利用空檔與消防局副局長江淼富、國教課長余海青、建設局副局長方維洲、及環保局課長葉雲城等人，在此廟祈禱颱風轉向，但一連五個笑杯，遂改口請神明把災害減至最輕，結果為聖筊。
2002年7月時，苗栗已乾旱三個月，報導說傅學鵬至少去苗栗玉清宮、天雲廟祈雨三次。同年9月15日，玄天上帝誕辰，因苗栗持續乾旱，他又率領一級主管來天雲廟祭拜，說帝爺公這兩天遶境巡遊苗栗市、頭屋等地區時都沒有下雨，現在已返回廟裡，希望神明能夠降雨。

## 外部連結
- 官方网站